# Mnanje
Mnanje è una circoscrizione rurale (rural ward) della Tanzania situata nel distretto di Nanyumbu, regione di Mtwara. Conta una popolazione di 7 912 abitanti (censimento 2012).